# Delphinium luteum
Delphinium luteum is een plant uit de ranonkelfamilie (Ranunculaceae). De plant is endemisch in Californië, waar deze voorkomt langs de kust ten noorden van San Francisco in Sonoma County nabij Bodega Bay. Het oorspronkelijke verspreidingsgebied was in Sonoma County en Marin County.
Het is een overblijvende, kruidachtige, tot 55 cm hoge plant. De wortels zijn tot 30 cm lang, dun en knobbelig. De gelobde bladeren groeien meestal aan de basis, zijn vlezig en groen tijdens de bloeitijd.
De plant bloeit van maart tot mei. De bloemen zijn trompetvormig. De vijf opvallende kelkbladeren zijn heldergeel. Het achterste kelkblad is verlengd in een spoor. De onopvallende kroonbladeren staan in twee paar. Het bovenste paar is smal en ongelobd. Het onderste paar is langwerpig tot eirond. De plant is zelffertiel, maar heeft bestuiving van kolibries (als Selasphorus sasin) of insecten nodig om goed zaden te kunnen zetten. De plant vormt na bevruchting rechtopstaande, veelzadige vruchten die bij rijping aan een zijde opensplijten.
De plant wordt bedreigd door vernietiging van zijn habitat ten behoeve van mijnbouw, het grazen van herten en schapen, het omzetten in bouwland en het weghalen uit de natuur door verzamelaars. Hierdoor komt de plant nog maar voor op twee locaties op rotsige plaatsen met struikgewas tot op hoogtes van 100 m ten op zichtte van zeeniveau. De twee overgebleven populaties tellen minder dan tachtig planten. Twee ex situ (buiten het natuurlijke verspreidingsgebied) populaties worden gehouden in Sonoma County en bij de University of California Botanical Garden in Berkeley (Californië).
In de Verenigde Staten maakt de plant deel uit van de CPC National Collection of Endangered Plants. Namens het Center for Plant Conservation houdt de University of California Botanical Garden zich bezig met de bescherming van de plant.

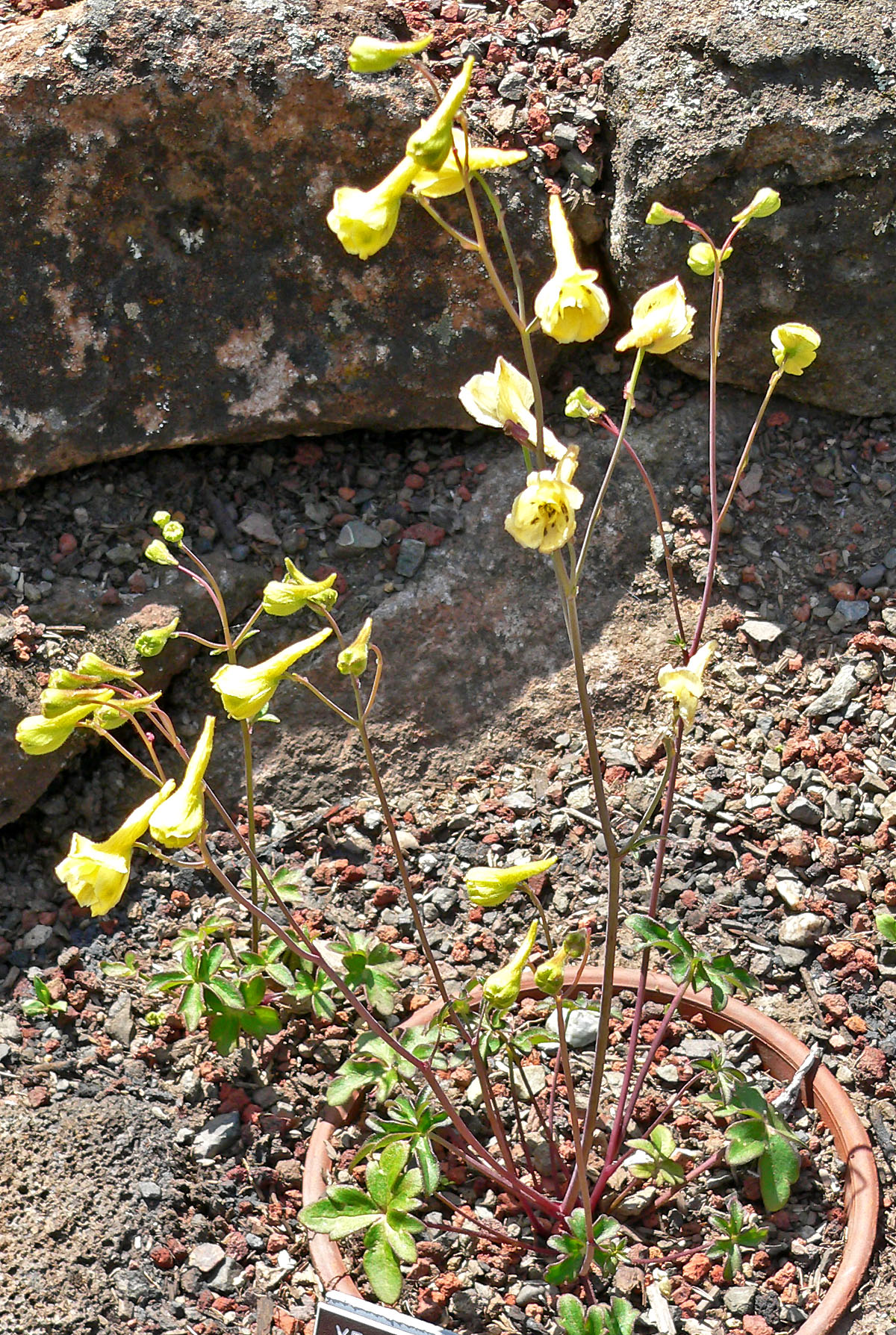
Plant in de Regional Parks Botanic Garden in Berkeley (Californië)
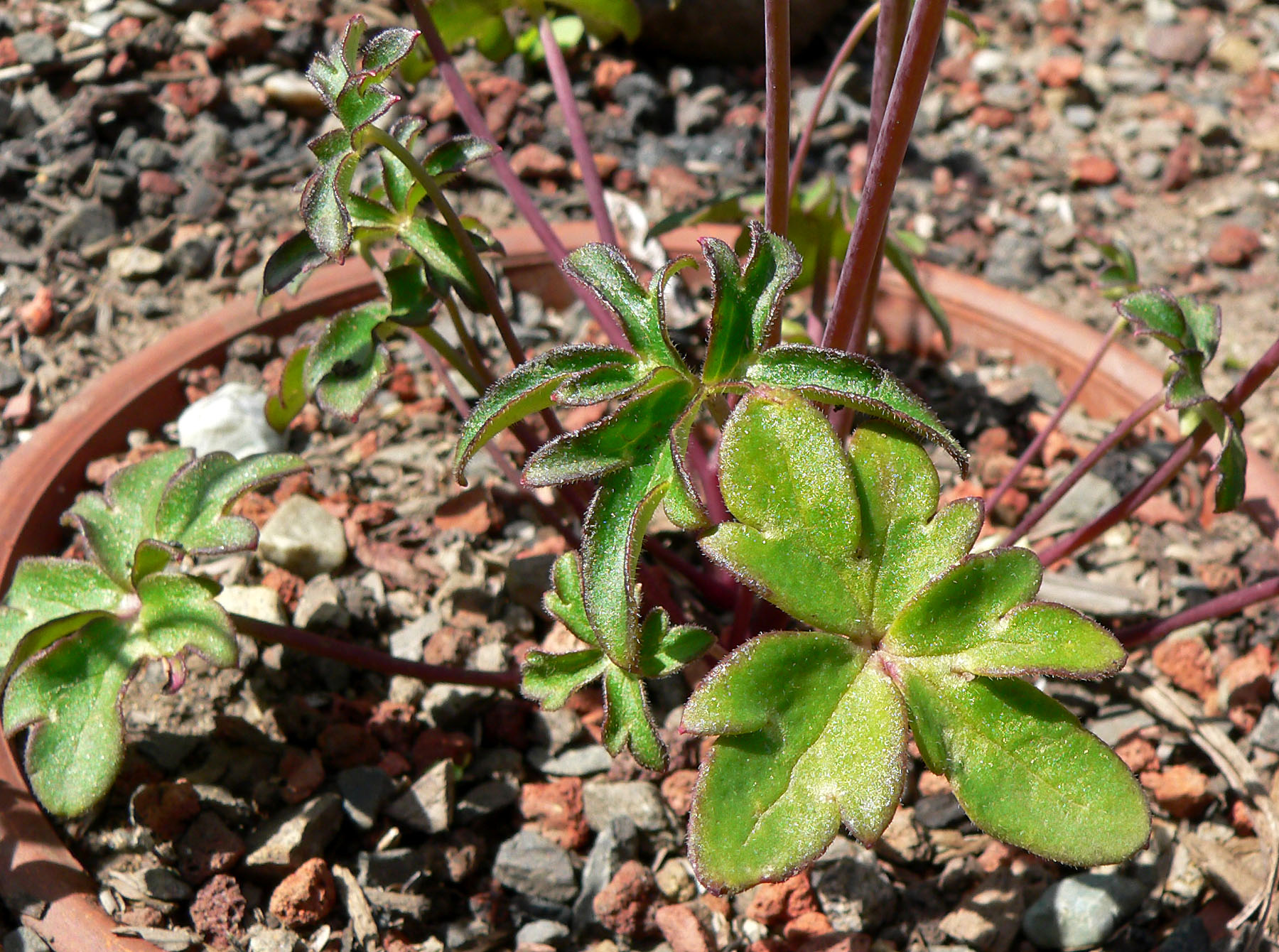
Bladeren